# Брауліо Каррільйо Коліна
Брауліо Еваристо Каррільйо Коліна (ісп. Braulio Evaristo Carrillo Colina; 20 березня 1800 — 15 травня 1845) — державний і політичний діяч, двічі очолював Коста-Рику.

## Кар'єра
Вивчав право в університеті Леона в Нікарагуа. Потім обіймав низку державних посад, у тому числі й судді та голови Верховного суду Коста-Рики. У 28-річному віці вперше став членом Законодавчих зборів Коста-Рики та впродовж короткого періоду їх очолював. 1834 року представляв свою країну на конгресі Сполучених Провінцій Центральної Америки в Сальвадорі.
У березні 1835 року після відставки Хосе Рафаеля Гальєгоса Брауліо Каррільйо Коліна став головою держави. 1837 року брав участь у виборах, але зазнав поразки від Хоакіна Мори Фернандеса. Каррільйо Коліна знову став головою держави у травні 1838 року з абсолютними повноваженнями. Він ініціював скликання Установчих зборів, які в листопаді того ж року проголосили вихід Коста-Рики зі складу Сполучених Провінцій Центральної Америки. Коста-Рика стала суверенною державою. Діяльність Установчих зборів було призупинено в грудні 1838 року. 1841 року видав закон, відповідно до якого став довічним головою держави Коста-Рика.
Також він провів низку реформ у соціальній сфері життя Коста-Рики та став відомий як «архітектор Коста-Риканської національної держави». Серед тих реформ були заборона на бродяжництво, боротьба зі злочинністю й азартними іграми. Значно стимулював економічний розвиток Коста-Рики та вжив низку заходів з наведення порядку на державній цивільній службі.
1842 року Франсіско Морасан, колишній президент Центральноамериканської федерації, вдерся до Коста-Рики та захопив владу в країні. Брауліо Каррільйо Коліна вирушив у вигнання й оселився у Сальвадорі, де був убитий 1845 року.